# Myrcia microphylla
Myrcia microphylla é uma espécie de planta do gênero Myrcia. É endêmica ao Brasil, ocorrendo no estado de . De acordo com a União Internacional para a Conservação da Natureza, seu estado de conservação é pouco preocupante.